# جون بوكنر
جون بوكنر هو سياسي أمريكي، ولد في 12 سبتمبر 1947 في إنديانابوليس في الولايات المتحدة، وتوفي في 28 مايو 2015. نشط حزبياً في الحزب الديمقراطي. وقد انتخب عضو مجلس نواب كولورادو ‏.

## وصلات خارجية
- الموقع الرسمي